# Cebasac
Cébazat és un municipi francès situat al departament del Puèi Domat i a la regió d'Alvèrnia-Roine-Alps. L'any 2007 tenia 7.784 habitants.

## Demografia

### Població
El 2007 la població de fet de Cébazat era de 7.784 persones. Hi havia 3.016 famílies de les quals 788 eren unipersonals (292 homes vivint sols i 496 dones vivint soles), 1.096 parelles sense fills, 912 parelles amb fills i 220 famílies monoparentals amb fills.
La població ha evolucionat segons el següent gràfic:
Habitants censats

### Habitatges
El 2007 hi havia 3.253 habitatges, 3.062 eren l'habitatge principal de la família, 30 eren segones residències i 161 estaven desocupats. 2.811 eren cases i 434 eren apartaments. Dels 3.062 habitatges principals, 2.329 estaven ocupats pels seus propietaris, 681 estaven llogats i ocupats pels llogaters i 52 estaven cedits a títol gratuït; 21 tenien una cambra, 150 en tenien dues, 450 en tenien tres, 920 en tenien quatre i 1.521 en tenien cinc o més. 2.534 habitatges disposaven pel capbaix d'una plaça de pàrquing. A 1.357 habitatges hi havia un automòbil i a 1.418 n'hi havia dos o més.

### Piràmide de població
La piràmide de població per edats i sexe el 2009 era:
| Homes | Edats   | Dones |
| ----- | ------- | ----- |
| 6     | 95 o +  | 18    |
| 21    | 90 a 94 | 78    |
| 39    | 85 a 89 | 105   |
| 38    | 80 a 84 | 77    |
| 92    | 75 a 79 | 154   |
| 156   | 70 a 74 | 220   |
| 181   | 65 a 69 | 249   |
| 268   | 60 a 64 | 208   |
| 291   | 55 a 59 | 272   |
| 350   | 50 a 54 | 323   |
| 288   | 45 a 49 | 368   |
| 281   | 40 a 44 | 244   |
| 259   | 35 a 39 | 214   |
| 217   | 30 a 34 | 264   |
| 225   | 25 a 29 | 216   |
| 220   | 20 a 24 | 176   |
| 262   | 15 a 19 | 265   |
| 228   | 10 a 14 | 193   |
| 187   | 5 a 9   | 227   |
| 177   | 0 a 4   | 150   |

## Economia
El 2007 la població en edat de treballar era de 4.845 persones, 3.320 eren actives i 1.525 eren inactives. De les 3.320 persones actives 3.084 estaven ocupades (1.645 homes i 1.439 dones) i 236 estaven aturades (113 homes i 123 dones). De les 1.525 persones inactives 615 estaven jubilades, 515 estaven estudiant i 395 estaven classificades com a «altres inactius».

### Ingressos
El 2009 a Cébazat hi havia 3.097 unitats fiscals que integraven 7.240 persones, la mediana anual d'ingressos fiscals per persona era de 20.604 €.

### Activitats econòmiques
Dels 345 establiments que hi havia el 2007, 7 eren d'empreses extractives, 5 d'empreses alimentàries, 3 d'empreses de fabricació de material elèctric, 31 d'empreses de fabricació d'altres productes industrials, 54 d'empreses de construcció, 73 d'empreses de comerç i reparació d'automòbils, 34 d'empreses de transport, 9 d'empreses d'hostatgeria i restauració, 3 d'empreses d'informació i comunicació, 18 d'empreses financeres, 14 d'empreses immobiliàries, 36 d'empreses de serveis, 39 d'entitats de l'administració pública i 19 d'empreses classificades com a «altres activitats de serveis».
Dels 92 establiments de servei als particulars que hi havia el 2009, 1 era una oficina de correu, 5 oficines bancàries, 1 funerària, 13 tallers de reparació d'automòbils i de material agrícola, 3 tallers d'inspecció tècnica de vehicles, 4 autoescoles, 7 paletes, 16 guixaires pintors, 6 fusteries, 7 lampisteries, 5 electricistes, 3 empreses de construcció, 8 perruqueries, 2 veterinaris, 2 agències de treball temporal, 4 restaurants, 3 agències immobiliàries, 1 tintoreria i 1 saló de bellesa.
Dels 27 establiments comercials que hi havia el 2009, 3 eren supermercats, 1 una botiga de menys de 120 m², 6 fleques, 4 carnisseries, 2 llibreries, 3 botigues de roba, 2 botigues d'equipament de la llar, 2 sabateries, 2 botigues de mobles i 2 floristeries.
L'any 2000 a Cébazat hi havia 16 explotacions agrícoles que ocupaven un total de 225 hectàrees.

## Equipaments sanitaris i escolars
El 2009 hi havia 1 hospital de tractaments de curta durada, 1 hospital de tractaments de mitja durada (seguiment i rehabilitació), 1 un hospital de tractaments de llarga durada i 3 farmàcies.
El 2009 hi havia 2 escoles maternals i 3 escoles elementals.

## Poblacions més properes
El següent diagrama mostra les poblacions més properes.